# ヨーロッパ中期予報センター
ヨーロッパ中期予報センター（ヨーロッパちゅうきよほうセンター、ECMWF：European Centre for Medium-Range Weather Forecasts）は1975年に設立された国際組織である。所在地はイギリスのレディング。

## 目的
ECMWFの目的は次の通りである。
- 中期気象予報のための数値解析手法を開発すること
- 中期気象予報を作成し、加盟国に配信すること
- これらの予報を向上させるための科学的・技術的研究を行うこと
- 適切な気象データを収集し保管すること

## 業務とプロジェクト
ECMWFは1979年8月1日から現業用の中期気象予報を作成している。
ECMWFは二つの「再解析」プロジェクトを実施した。最初のECMWF再解析（ERA-15）は1978年12月から1994年2月までの再解析データを作成した。次のERA-40計画では、1957年9月から2002年8月までの再解析データを作成した。

## 加盟国
ECMWFの加盟国はヨーロッパ地域の次の23カ国
- アイスランド
- アイルランド
- イギリス
- イタリア
- エストニア
- オーストリア
- オランダ
- ギリシャ
- クロアチア
- スイス
- スウェーデン
- スペイン
- スロベニア
- セルビア
- デンマーク
- ドイツ
- トルコ
- ノルウェー
- フィンランド
- フランス
- ベルギー
- ポルトガル
- ルクセンブルク

ECMWFは上記以外の次の国々とも協力関係を樹立している
- イスラエル
- 北マケドニア
- スロバキア
- ジョージア
- チェコ
- ハンガリー
- ブルガリア
- モロッコ
- モンテネグロ
- ラトビア
- リトアニア
- ルーマニア

## 所在地
ECMWFはイギリスのレディングのシンフィールドにある。2003年にイギリス気象庁がブラックネルからエクセターへ移転するのに先立って、Met Office Collegeが2002年夏にエクセターへ移転するまでは、Met Office CollegeとECMWFは同じ敷地にあった。Met Office Collegeのあった土地には今は寮の建物が建っている。